# خانداکر رقیب‌الاسلام
خانداکر رقیب‌الاسلام (بنگالی: খন্দকার রকিবুল ইসলাম؛ زادهٔ ۱ ژانویهٔ ۱۹۵۶) بازیکن فوتبال اهل بنگلادش بود.
وی همچنین در تیم‌های ملی فوتبال زیر ۲۰ سال بنگلادش و بنگلادش بازی کرده است.